# Noomi Rapace
Noomi Rapace (født Noomi Norén, 28. december 1979) er en svensk skuespillerinde. Hun er bedst kendt for sit portræt af Lisbeth Salander i de svensk/danske film i Millennium-serien: Mænd der hader kvinder, Pigen der legede med ilden og Luftkastellet der blev sprængt. Hun er også kendt for at spille Anna i Daisy Diamond (2007), Leena i Beyond (2010), Anna i Babycall (2011), Madame Simza i Sherlock Holmes 2: Skyggespillet (2011) og den ledende rolle som Dr. Elizabeth Shaw i Ridley Scotts science fiction-film Prometheus.

## Tidlige liv
Noomi Rapace blev født i Hudiksvall i Sverige. Hendes mor, Nina Norén (født Kristina Norén, 1954) er en svensk skuespiller og hendes far, Rogelio Durán (1953-2006) var en spansk flamencosanger fra Badajoz. Hun har sagt, at hendes far kan have været en del af Roma afstamning, og selvom at hun "ikke er sikker på, om det er sandt", siger hun "at hun altid har været interesseret i kulturen." Rapaces søster, Særún Norén, er fotograf. Rapace har sagt, at hun sjældent så sin far, før hans død. I en alder af fem, flyttede hun fra sit hjemland Sverige til Flúðir i Island med sin sin mor og stedfar. To år senere, fik hun sin første filmdebut i en mindre rolle i Ravnens skygge.

## Karriere
I en alder af syv havde Rapace sin første filmrolle, som var i en ikke-talende del i filmen Ravnens skygge af Hrafn Gunnlaugsson. Denne rolle fik hende til at beslutte sig for at blive skuespiller. Hun forlod hjemmet i en alder af 15 og begyndte på Stockholm teaterskole.
I 1996 havde hun sin første tv-debut som Lucinda Gonzales i serien Tre kronor. Fra 1998 til 1999 studerede hun på Skara Skolscen. Hun har været engageret på Theater Plaza 2000-01, Orion Teater 2002, Teater Galeasen 2002, Stockholm Stadsteater i 2003 samt på det kongelige Dramaten. I 2007 vandt hun anerkendelse for hendes prisbelønnede portræt af en urolig teenage-mor i den danske film Daisy Diamond, instrueret af Simon Staho. Hun vandt de to fornemste filmpriser i Danmark (Bodilprisen og Robert) for bedste kvindelige hovedrolle og hun blev også udtaget til hovedkonkurrencen på San Sebastián International Film Festival i Spanien. Filmen blev kritiseret, da nogle mente at man havde udsat spædbørn for ubehageligheder under optagelserne til filmen.
I 2009 spillede hun rollen som Lisbeth Salander i filmatiseringen af Stieg Larssons bedst sælgende roman Mænd der hader kvinder – gentog rollen i efterfølgerne Pigen der legede med ilden og Luftkastellet der blev sprængt. Den 11. september 2010 rapporterede Entertainment Weekly, at Rapace var blevet castet i Guy Ritchies Sherlock Holmes 2: Skyggespillet – hendes første engelsksprogede rolle. Hendes gennembrud i Amerika anses for at være Ridley Scotts projekt kaldet Prometheus, hvor hun spillede den førende rolle som en doktor og forsker ved navn Elizabeth Shaw. Hun havde mødt Scott for første gang efter udgivelsen af Millennium-serien på film, hvor han på daværende tidspunkt, gav udtryk for at han gerne vil arbejde sammen med hende og opfordrede hende ligeledes til at forbedre sin accent. Prometheus blev udgivet i juni 2012 og var en økonomisk succes. Ligeledes er der planlagt en efterfølger i 2014. Hun spillede sammen med Rachel McAdams i 2012 i Brian De Palmas erotiske thriller Passion, som er en genindspilning af den franske psykologiske thriller Crime d'amour. De begge medvirkede også i Sherlock Holmes: A Game of Shadows, men delte ingen scener sammen.
I sommeren 2012 blev Niels Arden Oplevs thriller Dead Man Down optaget, hvor hun spiller sammen med Colin Farrell. Dead Man Down havde biografpremiere i marts 2013. I november 2012 optrådte hun som hovedrollen i The Rolling Stones musikvideo "Doom and Gloom".
I 2019 spiller hun Sam Carlson i action-thrillerfilm Close instrueret af Vicky Jewson. Rapace's karakter er baseret på Jacquie Davis, en af verdens førende kvindelige livvagter, hvis klienter har inkluderet JK Rowling, Nicole Kidman og medlemmer af den britiske kongefamilie. Filmen blev udsendt den 18. januar 2019 af Netflix.

## Filmografi
- Sanning eller konsekvens (1997) – Nadja
- En utflykt till månens baksida (2003) – Andrea
- Capricciosa (2003) – Elvira
- Toleransens gränser (2005) – Mor
- Blodsbröder (2005) – Veronica
- Enhälligt beslut (2006)
- Du & jag (2006) – Maja
- Daisy Diamond (2007) – Anna
- Mænd der hader kvinder (2009) – Lisbeth Salander
- Pigen der legede med ilden (2009) – Lisbeth Salander
- Luftkastellet der blev sprængt (2009) – Lisbeth Salander
- Svinalängorna (2010) – Leena
- Sherlock Holmes 2 skyggespilet (2011) – Madame Simza Heron
- Prometheus (2012) – Elizabeth Shaw
- Dead Man Down  (2013) - Beatrice
- The Drop (2014) - Nadia Dunn
- Unlocked (2017) - Alice Racine
- What Happenend To Monday (2017) - Karen Settman
- Close (2019) - Sam Carlson
- Angel Of Mine (2019) - Lizzie . (Australsk thriller)
- Lamb (2021)

### Tv-serier
- Tre kronor (1996) – Lucinda Gonzales
- Pusselbitar (mini-serie) (2001) – Marika Nilsson
- Stora teatern (mini-serie) (2002) – Fatima
- Tusenbröder, afsnit 10 (2003) – Hjemmepleje
- Labyrint (2007-2008) – Nicky
- Jack Ryan (2018-) - Harriet Baumann